# Theo och Ramona
Theo och Ramona är huvudpersoner i författaren Kim Kimselius historiska äventyrsserie. Theo och Ramona har en förmåga att resa tillbaka i tiden och brukar hamna i en dramatisk period. 
Ramona är en flicka född i nutid. Sin förmåga att resa i tiden upptäckte hon i den första boken i serien, Tillbaka till Pompeji, där hon reste till Pompeji och träffade Theo. Theo är född i Pompeji före vulkanutbrottet. De lär känna varandra och blir nära vänner. När vulkanutbrottet äger rum följer Theo med Ramona till hennes tid och lämnar hela sin familj, men tar med sin hund Pluto. Därefter reser han och Ramona i tiden tillsammans.

## Böcker i serien
1. Tillbaka till Pompeji
2. Jag är ingen häxa
3. Faraos förbannelse
4. Den gömda inkastaden
5. Vikingaträl
6. Svarta Döden
7. Snapphanar!
8. Giljotinen
9. Riddarsvärdet
10. Det glömda kriget 1808–1809
11. Snapphaneresan
12. Kinesiska Draken
13. Boudicas strid mot Romarna
14. Theos Pompeji
15. På liv och död i andra världskrigets skugga
16. På flykt från andra världskrigets fasa
17. Mayafolkets hemlighet
18. Persiens Pärla
19. Anastasias öde
20. TudorRosen-Kampen om makten
21. Döden på Island
22. Äventyr i Uddevalla
23. Tsunamikatastrofen i Lissabon
24. Pirater och vulkanutbrott på Island

## Externalänkar
- Kimselius webbplats
- Webbplats om Theo och Ramona